# EMD SW1504
Тепловоз EMD SW1504 — тепловоз, изготавливавшийся Electro-Motive Diesel с мая 1966 по август 1974 по заказу  мексиканской компании Ferrocarriles Nacionales de México.
На тепловозе установлен двухтактный V-образный 12 цилиндровый дизельный двигатель.
С распадом Ferrocarriles Nacionales de México локомотивы попали в различные железнодорожные компании, некоторые попали в лизинговые компании США.